# Luca Valussi
Luca Valussi (Resistencia, 21 gennaio 1998) è un cestista argentino con cittadinanza italiana.

## Carriera

### Nazionale
Con l'Argentina under 19 ha partecipato al Mondiale di categoria del 2017, concluso all'ottavo posto finale.